# Prairie Hockey League 1926/27
Die Saison 1926/27 war die erste reguläre Saison der Prairie Hockey League (PrHL). Meister wurden die Calgary Tigers.

## Modus
In der Regulären Saison absolvierten die fünf Mannschaften jeweils 32 Spiele. Für einen Sieg erhielt jede Mannschaft zwei Punkte, bei einem Unentschieden einen Punkt und bei einer Niederlage null Punkte.

## Reguläre Saison

### Tabelle
Abkürzungen: GP = Spiele, W = Siege, L = Niederlagen, T = Unentschieden, GF = Erzielte Tore, GA = Gegentore, Pts = Punkte
|                    | GP | W  | L  | T | GF  | GA  | Pts |
| ------------------ | -- | -- | -- | - | --- | --- | --- |
| Calgary Tigers     | 32 | 22 | 9  | 1 | 119 | 68  | 45  |
| Saskatoon Sheiks   | 32 | 14 | 15 | 3 | 103 | 94  | 31  |
| Regina Capitals    | 32 | 14 | 16 | 2 | 110 | 117 | 30  |
| Moose Jaw Warriors | 32 | 13 | 17 | 2 | 108 | 117 | 28  |
| Edmonton Eskimos   | 32 | 12 | 18 | 2 | 83  | 127 | 26  |